# 토니 길로이

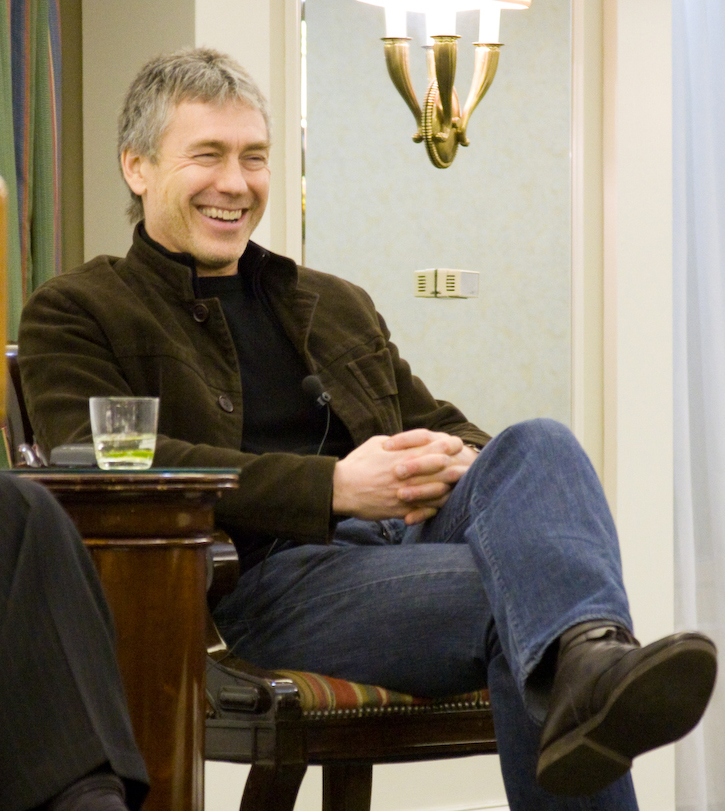
토니 길로이

토니 길로이(Tony Gilroy, 1956년 10월 11일 ~ )는 미국의 영화 감독/각본가이다. 극작가 겸 영화 각본가 프랭크 D. 길로이의 아들이며, 영화 각본가 겸 영화 감독 댄 길로이의 형이다.

## 작품 목록
- 아마겟돈
- 본 아이덴티티
- 본 슈프리머시
- 본 얼티메이텀
- 마이클 클레이튼
- 스테이트 오브 플레이
- 본 레거시
- 나이트크롤러
- 로그 원: 스타워즈 스토리
- 그레이트 월
- 베이루트: 리미티드 아워